# Cătălin-Zamfir Manea
Cătălin-Zamfir Manea (n. 12 aprilie 1975, Bărbulești, România) este un deputat român ales în 2020 la nivel național din partea minorității rrome. În martie 2025 a fost numit în funcția de consilier de stat în cadrul Cancelariei Prim-Ministrului.

## Biografie
Cătălin-Zamfir Manea a studiat la Facultatea de Științe Politice din cadrul SNSPA, în perioada 2003-2007. A urmat diverse cursuri de perfecționare privind managementul riscurilor, gestionarea conflictelor și consiliere de orientare privind cariera. 
În anul 2021, a urmat cursuri postuniversitare de perfecționare în cadrul Universității Naționale de Apărare „Carol I” din București. Domeniul studiilor este cel al securității și apărării naționale. 

## Cariera politică
Cătălin-Zamfir Manea,  reprezentantul Asociației Partida Romilor „Pro-Europa” în Parlament, a vorbit despre problemele  romilor și a făcut un apel către deputați să se implice în procesul de incluziune și de dezvoltare a acestora.
Datorită suportului arătat de-a lungul timpului minorităților și, îndeosebi, comunității rome, Cătălin-Zamfir Manea  este vicepreședinte al Comisiei pentru drepturile omului, culte și problemele minorităților naționale. A fost coordonatorul campaniei educaționale „S.O.S. copiii romi”, o campanie de informare în rândul elevilor romi care îi încuraja să se înscrie pe locurile rezervate lor în liceu și facultăți.În 2004 a fost expert PHARE în grupul de lucru municipal pe educație pentru elaborarea unei strategii privind accesul la educație în cadrul grupurilor dezavantajate.
Dintr-un număr de 43 de inițiative legislative, 11 sunt din domeniul educației. Dintre acestea, două au devenit legi, iar una dintre ele este în curs de promulgare. Una dintre legi vizează modificarea articolului 112 din Legea educației naționale. Inițial, articolul făcea necesară existența unui aviz din partea Ministerului Educației pentru schimbarea destinației unei școli abandonate. Acum, însă, dacă au trecut trei ani de când o școală a fost închisă, clădirea poate fi transformată în altceva dacă se obține o hotărâre din partea consiliului local. Cea de-a doua lege se referă la completarea articolului 37 din Legea educației naționale, iar legea care este în curs de promulgare face referire la bursele acordate românilor de pretutindeni.De asemenea, deputatul minotității rome în Parlamentul României, Cătălin-Zamfir Manea a remarcat că în Consiliul Național pentru Combaterea Discriminării nu există niciun reprezentant al romilor.